# Council of European Dentists
Der Council of European Dentists (CED, deutsch Rat der europäischen Zahnärzte) ist die Standesvertretung der Zahnärzteschaft in der Europäischen Union (EU).

## Aufgaben
Der CED vertritt als nicht gewinnorientierte Institution zahnärztliche Interessen auf EU-Ebene und berät die Europäischen Institutionen bei allen Angelegenheiten, die den zahnärztlichen Berufsstand betreffen. Er ging aus der Dentist Liaison Committee (DLC) hervor, das 1961 gegründet wurde. Hohe Standards für Mundgesundheit und Zahnpflege stehen im Mittelpunkt der politischen Arbeit. Der Ethikkodex für Zahnärzte in der Europäischen Union von 1965 enthält allgemeine Grundsätze, die alle Zahnärzte bei ihrer beruflichen Arbeit beachten sollten. Der Kodex wurde 1982, 1998, 2002 und 2007 weiterentwickelt.
Vorrangig sind in diesen Grundsätzen die Interessen der Patienten, der Einsatz zum Wohle der Gesellschaft und die Berufsausübung nach soliden wissenschaftlichen Kenntnissen und Fähigkeiten. Das vom CED in Auftrag gegebene EU-Handbuch für die Zahnarztpraxis wurde erstmals 1997 veröffentlicht und in den Jahren 2000, 2004, 2008, 2014 und 2015 aktualisiert. Zahnärzte müssen während ihres gesamten Berufslebens immer auf dem neuesten Stand sein und die Berufsregeln in allen EU-Ländern befolgen.
Der CED arbeitet mit im Scientific Committee on Consumer Safety (SCCS, deutsch Wissenschaftlicher Ausschuss für Verbrauchersicherheit), im Scientific Committee on Health and Environmental Risks (SCHER, deutsch Wissenschaftlicher Ausschuss für Gesundheits- und Umweltrisiken) und im Scientific Committee on Emerging and Newly Identified Health Risks (SCENIHR, deutsch Wissenschaftlicher Ausschuss für neu auftretende und neu identifizierte Gesundheitsrisiken). Darüber hinaus wird ein ständiger Dialog mit den Mitgliedern des Europäischen Parlaments gepflegt. Die Abgeordneten erhalten konkrete Vorschläge für Änderungsanträge von Gesetzen.

## Mitglieder
Der CED setzt sich aus 33 nationalen Zahnärzteverbänden und Zahnärztekammern aus 31 europäischen Ländern zusammen. Der CED besteht aus 29 Vollmitgliedern aus Mitgliedstaaten der EU. Die nationalen zahnmedizinischen Vereinigungen aus Island, Norwegen und der Schweiz haben Beobachterstatus. Der Zahnärzteverband aus Rumänien hat ebenso Beobachterstatus, aber ist ein Kandidat für eine Mitgliedschaft in der CED. Die Verbände repräsentieren zusammen 340.000 europäische Zahnärztinnen und Zahnärzte.

## Arbeitsgruppen
Derzeit gibt es folgende Arbeitsgruppen:
- Ausbildung und Qualifikation
- E-Health
- Patientensicherheit und Infektionskontrolle
- Dentalmaterialien und Geräte

## Weitere europäische Organisationen
- Council of European Chief Dental Officers (CECDO)

Die Chief Dental Officers sind leitende Angestellte oder Beamte, die die nationalen Regierungen in Europa in Fragen der Mundgesundheit beraten. Der Rat der europäischen Chief Dental Officers hat derzeit Delegierte aus fast allen EU-Ländern (einschließlich der an einer Mitgliedschaft in der EU anstrebenden Länder) und EWR-Ländern sowie aus einigen Ländern außerhalb der EU / des EWR. Der Rat der Europäischen Chief Dental Officers  wurde im Juli 1992 gegründet und 1995 als niederländischer Verband bei der Kamer van Koophandel in Den Haag registriert.
- Die European Regional Organization (ERO) der FDI World Dental Federation ist ein gemeinnütziger Verein, der gemäß der FDI-Satzung 1965 gegründet wurde und im Schweizer Kanton Genf registriert ist. Er verbindet Mitgliedsorganisationen der FDI aus dem europäischen Raum.[8]